# Erax gracilis
Erax gracilis là một loài ruồi trong họ Asilidae. Erax gracilis được Theodor miêu tả năm 1980. Loài này phân bố ở vùng Cổ Bắc giới và châu Á.